# Mirišče
Mirišče je zaselek naselja Hotiza v Občini Lendava.
Pred pripojitvijo je bilo Mirišče (tudi Murišče) samosvoje naselje z uradnim imenom Brezovec - del, ostanek nekdaj večjega naselja Brezovec, katerega večji del je danes na Hrvaškem. Zaselek je bil predmet slovensko-hrvaške arbitraže, katere razsodba ga je dodelila Sloveniji. Leta 2020 je občina Lendava naselje uradno priključila k Hotizi kot ulico Mirišče, vendar je trajalo dobri dve leti, da je sprememba začela veljati.